# Polly Maberly
Polly Lucinda Maberly (Reigate, Surrey, 1976) is een Engels actrice. Ze is de oudere zus van actrice Kate Maberly.
Maberly is vooral bekend door haar rol als Catherine ("Kitty") Bennet in de BBC-serie Pride and Prejudice uit 1995. Ook speelde ze een terugkerende gastrol als psychiater in de Britse televisieserie The Royal. Maberly speelde ook in diverse theaterstukken, waaronder het stuk Hedda Gabler van Henrik Ibsen.

## Selectieve filmografie
- The Royal (Dr. Lucy Klein in 2003)
- The Bill (gastrol in 2002)
- Midsomer Murders (gastrol in 2001)
- Pride and Prejudice (Kitty Bennet in 1995)
- 2point4 Children (gastrol in 1992)